# Joe Exotic
Joseph Allen Maldonado-Passage, geboren als Joseph Allen Schreibvogel (Garden City (Kansas), 5 maart 1963), beter bekend onder zijn artiestennaam Joe Exotic, is een voormalig Amerikaans dierentuineigenaar, showman, internetpersoonlijkheid, muzikant en veroordeeld misdadiger.

## Biografie
Voordat Maldonado-Passage met dieren begon te werken was hij politieagent en hoofd van de politie in Eastvale, Texas.
Hij was eigenaar van Greater Wynnewood Exotic Animal Park (ook G. W. Zoo genaamd) in Wynnewood, Oklahoma en beweerde de meest productieve tijgerfokker van de Verenigde Staten te zijn. Hij kwam tweemaal zonder succes op voor een politieke functie, eerst als onafhankelijke kandidaat voor het presidentschap van de Verenigde Staten in 2016, en in 2018 voor gouverneur van Oklahoma voor de Libertarische Partij.
In 2019 werd hij veroordeeld voor 17 federale beschuldigingen van dierenmishandeling, en twee beschuldigingen van huurmoord. Hij zit een straf uit van 22 jaar. Vanwege procedurefouten moest de strafoplegging over. Op 28 januari 2022 werd de celstraf met één jaar verminderd.
In 2020 kwam een achtdelige documentaire over hem uit op Netflix: Tiger King: Murder, Mayhem and Madness.

## Discografie

### Albums
- I Saw A Tiger (2014)
- Star Struck (2015)